# برنار میتون
برنار میتون (انگلیسی: Bernard Mitton؛ زادهٔ ۱۱ سپتامبر ۱۹۵۴ - درگذشته ۵ مهٔ ۲۰۱۷) یک تنیس‌باز اهل آفریقای جنوبی بود.